# Matt Bomer
Matt Bomer (Webster Groves, 11 d'octubre de 1977) és un actor estatunidenc. És el guanyador d'un Globus d'Or i d'un Premi de la Crítica Televisiva, també compta amb una nominació als Primetime Emmy.
Al 2000, feu el seu debut a la televisió amb la sèrie All My Children. En els seus inicis aparegué en sèries com Guiding Light, Tru Calling o Traveler. El 2007, gràcies al seu paper a la sèrie Chuck, Bomer començà a guanyar reconeixement. Entre el 2009 i el 2014, Bomer interpretà a Neal Caffrey a la sèrie White Collar. També ha aparegut en diferents papers secundaris de pel·lícules com Flightplan (2005), el seu debut a la gran pantalla, In Time (2011), Magic Mike (2012) i la seva seqüela Magic Mike XXL (2015), The Nice Guys (2016) o The Magnificent Seven (2017). El 2014, donà vida a Felix Turner a la pel·lícula de 2014 The Normal Heart i, per la seva interpretació, guanyà un Globus d'Or i rebé una nominació als Primetime Emmy. El 2014 Bomer feu una aparició durant la quarta temporada de la sèrie de televisió antològica American Horror Story; per la cinquena temporada, passà a interpretar un personatge recurrent.
Bomer també ha fet alguna actuació sobre l'escenari; interpretà a Jeff Zarrillo a la producció de Broadway de 8 i, l'any següent reprengué el paper al Wilshire Ebell Theatre de Los Angeles. El 2018, donà vida a Donald a la reestrena a Broadway de The Boys in the Band i, al 2020, tornà a interpretar el paper a la pel·lícula del mateix nom.

## Primers anys i educació
Matthew Staton Bomer nasqué a Webster Groves, Missouri. És fill de Sissi i John O'Neill Bomer IV, qui jugà per l'equip de futbol americà Dallas Cowboys. Bomer té una germana. Tot i néixer a Missouri, Bomer creixé a Spring, Texas i estudià a l'Escola Secundària Klein (Klein High School). Durant l'escola secundària, Bomer jugà a futbol americà, com el seu pare, però l'últim any ho deixà i es centrà en l'actuació.
Bomer estudià a la Universitat Carnegie Mellon i es graduà el 2001 amb un títol en Belles Arts.

## Carrera

### 2000–2004: Inicis
Després de graduar-se, Bomer es traslladà a Nova York per començar la seva carrera. L'any 2000, Bomer debutà a la televisió en un episodi de la sèrie All My Children, on interpretà a Ian Kipling. Dos anys més tard, aparegué en un episodi de la sèrie canadenca Relic Hunter.
El 2001, aparegué a la sèrie Guiding Light en el paper de Ben Reade, un personatge recurrent. La seva última aparició fou el 2003, després que es revelés que Reade era un assassí en sèrie.
Entre el 2003 i el 2004, Bomer donà vida a Luc Johnston durant la primera temporada de la sèrie Tru Calling. A l'agost de 2003, Bomer tornà breument als escenaris per aparèixer a la producció de Roullete que es realitzà al Powerhouse Theater (Nova York). Un any més tard, aparegué en un episodi de la sèrie North Shore.

### 2005–2009: Transició al cinema iWhite Collar
El 2005, Bomer debutà al cinema amb la pel·lícula Flightplan, on interpretà a un auxiliar de vol. La pel·lícula fou protagonitzada per Jodie Foster i dirigida per Robert Schwentke. L'any següent aparegué a la pel·lícula de terror The Texas Chainsaw Massacre: The Beginning, interpretant a Eric, un veterà de la Guerra del Vietnam. Aquell mateix any tingué un paper a la seva primera pel·lícula de televisió, titulada Amy Coyne.
El 2007, Bomer feu seu debut com a protagonista en una sèrie de televisió, a la sèrie de la cadena ABC Traveler. Interpretà a un jove que és acusat de ser terrorista després de fer una carrera dins un museu; actuà juntament amb Logan Marshall-Green, Aaron Stanford i Viola Davis. La sèrie fou cancel·lada després de l'emissió de la primera temporada. Aquell mateix any, i fins al 2009, aparegué a la sèrie Chuck, en la que donà vida a Bryce Larkin un agent de la CIA. Entre l'11 i el 22 de juliol, interpretà a Ernest Hemingway a l'obra de teatre Villa America.
El 2009, Bomer començà a interpretar a Neal Caffrey, el protagonista de la sèrie White Collar, on actuà al costat de Tim DeKay, Willie Garson i Tiffani Thiessen. La sèrie s'estrenà el 23 d'agost de 2009 al canal USA Network. La seva actuació i la de la resta del repartiment fou ben rebuda. Per la seva actuació, Bomer guanyà el premi a Millor actor de drama per cable. La sèrie acabà el 2014, després de 6 temporades.

### 2010–2015: Reconeixement

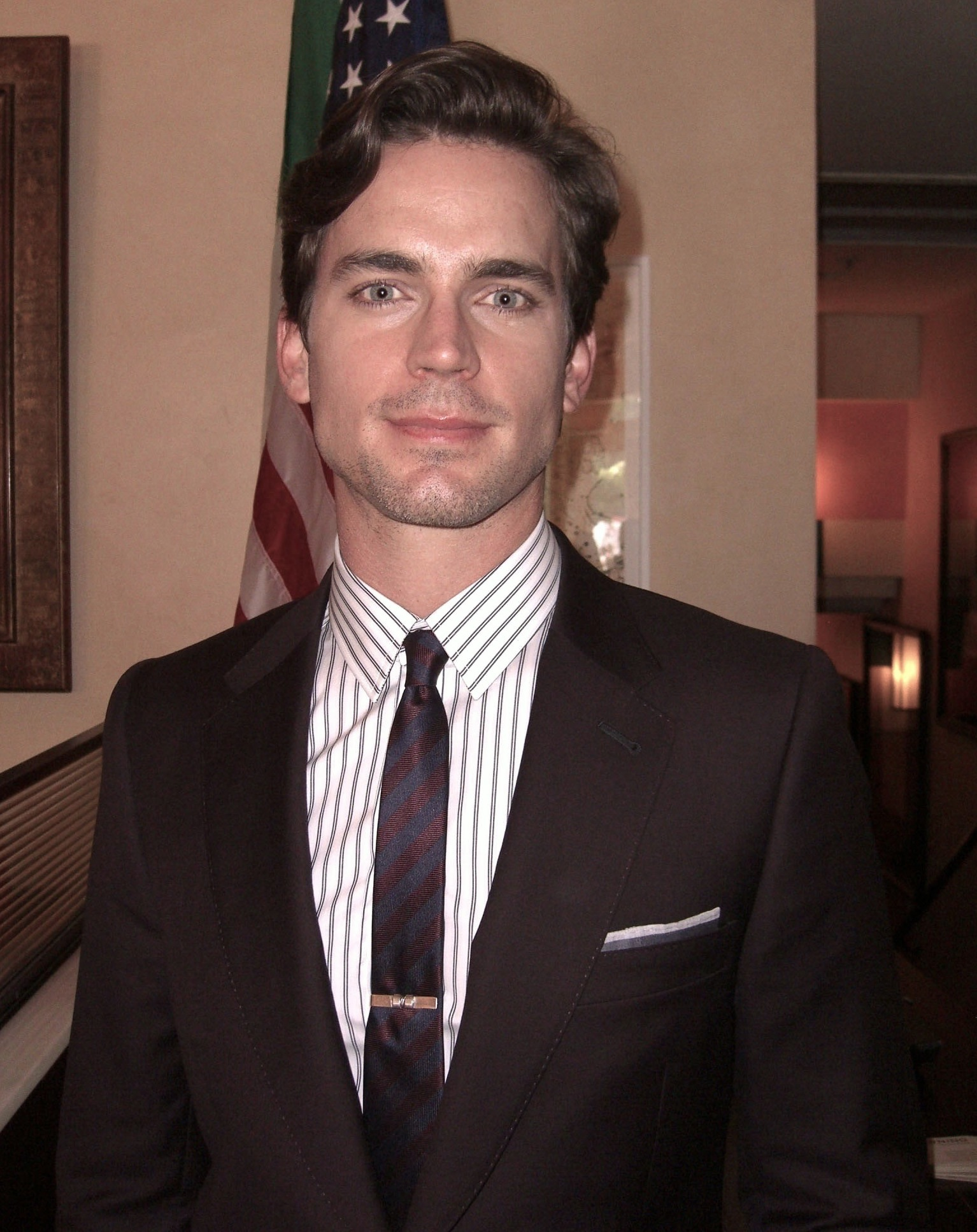
Bomer el 2011.

El setembre de 2011, Bomer feu el seu debut a Broadway quan interpretà a Jeff Zarrillo a l'obra de teatre 8. La producció fou dirigida per Joe Mantello i presentada a l'Eugene O'Neill Theatre (Nova York). El 2012, reprengué el paper en la producció que es realitzà al Wilshire Ebell Theatre de Los Angeles. El 2011, també aparegué a la pel·lícula dirigida per Andrew Niccol i protagonitzada per Justin Timberlake, Amanda Seyfried i Cillian Murphy In Time, on donà vida a Henry Hamilton, un home de 105 anys.
A l'abril del 2012, Bomer feu una aparició com a convidat a la tercera temporada de la sèrie de televisió musical Glee interpretant al germà del personatge Blaine Anderson (interpretat per Darren Criss). La seva aparició fou ben rebuda, tant per la crítica com pel públic. Per la seva interpretació, guanyà el Premi Gold Derby al millor actor convidat de comèdia.
El 2012, Bomer aparegué en el paper de Ken a la pel·lícula Magic Mike, protagonitzada per Channing Tatum i dirigida per Steven Soderbergh. Per preparar-se pel seu paper, Bomer entrenà amb un grup de Los Angeles. La pel·lícula s'estrenà el 24 de juny de 2014 i fou rebuda per la crítica. Per aquesta pel·lícula, Bomer es retrobà amb Joe Manganiello, actor amb qui estudià a la universitat. Bomer i els seus companys de repartiment foren nominats a la gala dels Premis MTV Movie de 2012 en la categoria de Millor moment musical. L'any següent, Bomer feu una aparició com a convidat a la sèrie de NBC The New Normal. Aquell mateix any, també donà veu a Superman a la pel·lícula d'animació Superman: Unbound.
El primer projecte de Bomer el 2014 fou la pel·lícula A Winter's Tale, on interpretà al pare del personatge de Colin Farrell. També el 2014, Bomer interpretà al personatge de Ted a la pel·lícula Space Station 76. En el seu següent projecte, Bomer aparegué al drama romàntic dirigida per Ryan Murphy The Normal Heart, on interpretà a Felix Turner un escriptor del diari The New York Times i l'interès amorós del personatge interpretat per Mark Ruffalo. Bomer compartí pantalla amb Ruffalo, Jim Parsons, Julia Roberts i Alec Baldwin, entre d'altres. La pel·lícula rebé bones crítiques i la interpretació de Bomer tingué una rebuda positiva. Per la seva actuació, Bomer rebé la primera nominació als Premis Emmy, en la categoria de millor actor secundari en una pel·lícula per a televisió o minisèrie i també guanyà el seu primer Globus d'Or en la categoria de millor actor secundari en sèrie, minisèrie o telefilm. Finalment, el 2014, Bomer aparegué a un episodi de la quarta temporada de la sèrie American Horror Story.
El 2015, Bomer reprengué el seu paper com a Ken a la pel·lícula Magic Mike XXL, la seqüela de Magic Mike (2012). Per aquesta pel·lícula, Bomer cantà dues de les cançons de la banda sonora, "Heaven", de Bryan Adams, i "Untitled (How Does It Feel)", de D'Angelo. Després de participar en la quarta temporada d'American Horror Story, Bomer fou escollit per ser un dels protagonistes de la cinquena temporada, interpretant a Donovan, el fill d'Iris (Kathy Bates) i l'estimat de La Comtessa (Lady Gaga).

### 2016–present: Cinema independent i Broadway
El 2016, Bomer interpretà, per primera vegada, a l'antagonista, a la pel·lícula The Nice Guys, en el paper de John Boy, un assassí. El film fou dirigit per Shane Black i Bomer compartí pantalla amb Ryan Gosling i Russell Crowe. Seguidament, tingué un paper a la pel·lícula western The Magnificent Seven, dirigida per Antoine Fuqua. EL 2016, també protagonitzà la sèrie The Last Tycoon, vagament basada en el llibre del mateix nom de Francis Scott Fitzgerald, interpretant a Monroe Stahr. Compartí pantalla amb Kelsey Grammer, Lily Collins i Dominique McElligott. El 2017, juntament amb Josh Wiggins, protagonitzà la pel·lícula Walking Out, que s'estrenà el 6 d'octubre de 2017. La pel·lícula i l'actuació de Bomer tingueren una bona rebuda entre la crítica. Aquell mateix any, Bomer aparagué a la pel·lícula Anything, en el debut directorial de Timothy McNeil, en el paper de Freda Von Rhenburg, una dona trans. Anything fou estrenada el 17 de juny de 2017 i, tot i les crítiques de la comunitat trans per donar el paper d'una dona trans a un home cisgènere, l'actuació de Bomer rebé bones crítiques.
El 2018, Bomer feu el seu debut com a director a la sèrie The Assassination of Gianni Versace: American Crime Story, en l'episodi titulat "Creator/Destroyer". També al 2018, Bomer debutà a Broadway, a l'obra de teatre The Boys in the Band, la qual segueix a un grup d'amics que es retroben per celebrar un aniversari. Compartí escenari amb Jim Parsons, Zachary Quinto, Andrew Rannells i Charlie Carver. L'obra guanyà el Premi Tony a millor reestrena d'una obra de teatre. El 2018, Bomer aparegué en tres pel·lícules més: a la de ciència-ficció Jonathan, on només apareix en una escena, a la comèdia dramàtica Papi Chulo interpretant a Sean, un meteoròleg, i al drama Viper Club en el paper de Sam. Entre el 2018 i el 2019, tingué un paper com a convidat a la sèrie Will & Grace, on interpretà a McCoy Whitman, un interès amorós del protagonista.
El 2019, Bomer començà a interpretar a Negative Man a la sèrie de superherois de DC Universe Doom Patrol. Bomer donà veu al personatge de Negative Man i aparegué com a Larry Trainor durant les escenes flashback. La sèrie tingué un total de quatre temporades. El 2020, Bomer reprengué el seu paper de The Boys in the Band, però aquesta vegada l'interpretà a la pel·lícula al costat dels mateixos actors amb qui compartí escenari. Aquell mateix any, aparegué a la tercera temporada de The Sinner, en el paper de Jamie Burns. El 2021, aparegué, en el paper de Michael Winslow, en els dos primers episodis d'American Horror Stories, l'spin-off d'American Horror Story. També el 2020, Bomer donà veu a Barry Allen / Flash a la pel·lícula d'animació Justice Society: World War II, paper que tornà a reprendre el 2023 a Legion of Super-Heroes.
El 2022, interpretà a Jack Beck, un dels personatges principals de la minisèrie de Netflix Echoes. El 2023, tornà a posar veu en una pel·lícula de DC Comics, Justice League: Warworld, aquesta vegada però al personatge "Old man" (home vell). Bomer reprengué el seu paper de Ken, per fer un cameo a la tercera entrega de Magic Mike, Magic Mike's Last Dance. També aparegué a la pel·lícula biogràfica Maestro, dirigida i protagonitzada per Bradley Cooper, en la que interpretà a David Oppenheim. Finalment, Bomer protagonitzà, al costat de Jonathan Bailey, la minisèrie romàntica Fellow Travelers, que segueix la relació romàntica entre el personatge de Bomer, Hawkins Fuller, i el de Bailey, Tim Laughlin, durant les diferents dècades. Bomer també fou productor executiu. Per la seva interpretació, rebé una nominació als Globus d'Or de 2024 en la categoria de millor actor en una minisèrie o telefilm, i també als Premis Satellite i als Premis de la Crítica Cinematogràfica en la mateixa categoria.

## Vida privada
El 2011, Bomer es casà amb Simon Halls, amb qui té tres fills, en Kit, en Walker i en Henry. Tot i casar-se el 2011, Bomer no sortí de l'armari fins al 2012, durant el discurs d'acceptació als Globus d'Or.

## Filmografia

### Cinema
| Any  | Títol                                      | Personatge          | Notes                   | Ref.    |
| ---- | ------------------------------------------ | ------------------- | ----------------------- | ------- |
| 2005 | Flightplan                                 | Eric                |                         | [ 19 ]  |
| 2006 | The Texas Chainsaw Massacre: The Beginning | Eric Hill           |                         | [ 20 ]  |
| 2011 | In Time                                    | Henry Hamilton      |                         | [ 38 ]  |
| 2012 | Magic Mike                                 | Ken                 |                         | [ 45 ]  |
| 2013 | Superman: Unbound                          | Superman            | Veu; pel·lícula animada | [ 52 ]  |
| 2014 | Winter's Tale (Conte d'hivern)             | Home jove           |                         | [ 53 ]  |
| 2014 | Space Station 76                           | Ted                 |                         | [ 54 ]  |
| 2015 | Magic Mike XXL                             | Ken                 |                         | [ 64 ]  |
| 2016 | The Nice Guys                              | John Boy            |                         | [ 69 ]  |
| 2016 | The Magnificent Seven (Els set magnífics)  | Matthew Cullen      |                         | [ 71 ]  |
| 2017 | Walking Out                                | Cal                 |                         | [ 73 ]  |
| 2017 | Anything                                   | Freda Von Rhenburg  |                         | [ 77 ]  |
| 2018 | Jonathan                                   | Ross Craine         |                         | [ 86 ]  |
| 2018 | Papi Chulo                                 | Sean                |                         | [ 87 ]  |
| 2018 | Viper Club                                 | Sam                 |                         | [ 88 ]  |
| 2020 | The Boys in the Band                       | Donald              |                         | [ 92 ]  |
| 2021 | Justice Society: World War II              | Barry Allen / Flash | Veu; pel·lícula animada | [ 95 ]  |
| 2023 | Legion of Super-Heroes                     | Barry Allen / Flash | Veu; pel·lícula animada | [ 96 ]  |
| 2023 | Magic Mike's Last Dance                    | Ken                 | Cameo                   | [ 99 ]  |
| 2023 | Justice League: Warworld                   | Home vell           | Veu; pel·lícula animada | [ 98 ]  |
| 2023 | Maestro                                    | David Oppenheim     |                         | [ 100 ] |

### Televisió
| Any     | Títol                                                     | Personatge                   | Notes                                  | Ref.    |
| ------- | --------------------------------------------------------- | ---------------------------- | -------------------------------------- | ------- |
| 2000    | All My Children                                           | Ian Kipling                  |                                        | [ 10 ]  |
| 2001–03 | Guiding Light                                             | Ben Reade                    |                                        | [ 13 ]  |
| 2002    | Relic Hunter                                              | Conductor                    |                                        | [ 11 ]  |
| 2004    | Tru Calling                                               | Luc Johnston                 | Recurrent                              | [ 15 ]  |
| 2004    | North Shore                                               | Ross                         |                                        | [ 17 ]  |
| 2005    | Amy Coyne                                                 | Chase                        | Pel·lícula de televisió                | [ 21 ]  |
| 2007    | Traveler                                                  | Jay Burchell                 | 8 episodis                             | [ 22 ]  |
| 2007–09 | Chuck                                                     | Bryce Larkin                 | Recurrent                              | [ 25 ]  |
| 2009–14 | White Collar                                              | Neal Caffrey                 | Protagonista                           | [ 34 ]  |
| 2012    | Glee                                                      | Cooper Anderson              | Episodi: "Big Brother"                 | [ 109 ] |
| 2013    | The New Normal                                            | Monty                        | 1 episodi                              | [ 51 ]  |
| 2014    | The Normal Heart                                          | Felix Turner                 | Pel·lícula de televisió                | [ 55 ]  |
| 2014    | American Horror Story: Freak Show                         | Andy                         | 1 episodi                              | [ 63 ]  |
| 2015–16 | American Horror Story: Hotel                              | Donovan                      | 9 episodis                             | [ 67 ]  |
| 2016–17 | The Last Tycoon                                           | Monroe Stahr                 | Protagonista, 9 episodis               | [ 72 ]  |
| 2018    | The Assassination of Gianni Versace: American Crime Story | —                            | Director; Episodi: "Creator/Destroyer" | [ 82 ]  |
| 2018–20 | Will & Grace                                              | McCoy Whitman                | Convidat                               | [ 89 ]  |
| 2019–23 | Doom Patrol                                               | Larry Trainor / Negative Man | Protagonista                           | [ 90 ]  |
| 2020    | The Sinner                                                | Jamie Burns                  | 3a temporada, 8 episodis               | [ 93 ]  |
| 2021    | American Horror Stories                                   | Michael Winslow              | 2 episodis                             | [ 94 ]  |
| 2022    | Echoes                                                    | Jack Beck                    | Protagonista, 7 episodis               | [ 97 ]  |
| 2023    | Fellow Travelers                                          | Hawkins "Hawk" Fuller        | Protagonista, 8 episodis               | [ 101 ] |

### Teatre
| Any  | Títol                | Personatge       | Teatre                        | Ref.   |
| ---- | -------------------- | ---------------- | ----------------------------- | ------ |
| 2003 | Roulette             | Jock             | Teatre Powerhouse             | [ 16 ] |
| 2007 | Villa America        | Ernest Hemingway | Williamstown Theatre Festival | [ 27 ] |
| 2011 | 8                    | Jeff Zarrillo    | Eugene O'Neill Theatre        | [ 36 ] |
| 2012 | 8                    | Jeff Zarrillo    | Wilshire Ebell Theatre        | [ 37 ] |
| 2018 | The Boys in The Band | Donald           | Booth Theatre                 | [ 84 ] |

## Premis i nominacions
| Premis                          | Any  | Categoria                                                            | Feina                                                     | Resultat  | Ref.    |
| ------------------------------- | ---- | -------------------------------------------------------------------- | --------------------------------------------------------- | --------- | ------- |
| Broadway.com Audience Awards    | 2019 | The Boys in the Band                                                 | Actor preferit en una obra de teatre                      | Nominat   | [ 110 ] |
| Broadway.com Audience Awards    | 2019 | The Boys in the Band                                                 | Millor actuació revelació masculina                       | Nominat   | [ 110 ] |
| Premis de la Crítica Televisiva | 2014 | Millor actor secundari en una pel·lícula o minisèrie                 | The Normal Heart                                          | Guanyador | [ 111 ] |
| Premis de la Crítica Televisiva | 2024 | Millor actor en una pel·lícula o sèrie                               | Fellow Travelers                                          | Nominat   | [ 112 ] |
| Premis Dorian                   | 2015 | The Normal Heart                                                     | Actuació de l'any - Actor                                 | Nominat   | [ 113 ] |
| Premis Globus d'Or              | 2015 | Millor actor secundari en sèrie, minisèrie o telefilm                | The Normal Heart                                          | Guanyador | [ 103 ] |
| Premis Globus d'Or              | 2024 | Millor actor en minisèrie o telefilm                                 | Fellow Travelers                                          | Nominat   | [ 103 ] |
| Premis Primetime Emmy           | 2014 | Millor actor secundari en una minisèrie, sèrie antològica o telefilm | The Normal Heart                                          | Nominat   | [ 60 ]  |
| Satellite Awards                | 2015 | The Normal Heart                                                     | Millor actor secundari en una minisèrie, sèrie o telefilm | Nominat   | [ 114 ] |
| Satellite Awards                | 2024 | Fellow Travelers                                                     | Millor actor en una minisèrie o telefilm                  | Nominat   | [ 115 ] |
| Premis Screen Actors Guild      | 2024 | Fellow Travelers                                                     | Millor actor en una minisèrie o telefilm                  | Nominat   | [ 116 ] |
| TV Guide Awards                 | 2014 | White Collar                                                         | Duo preferit                                              | Nominat   | [ 117 ] |